# Paolo Labisi
Paolo Labisi est un architecte sicilien du XVIIIe siècle.

## Biographie
Paolo Labisi est l’un des contributeurs majeurs au mouvement du Baroque sicilien. Ses principales réalisations sont visibles dans la ville de Noto, qui fut entièrement reconstruite sur un nouveau site après le tremblement de terre de 1693.
Le travail qu’il effectua sur le Palazzo Nicolaci di Villadorata (it) de Noto, avec ses putti soutenant des balcons aux balustrades en fer forgé, est sans doute l’un des meilleurs exemples de son talent.